# 근후설 비원순 근고모음
근후설 비원순 근고모음은 ɯ̽로 표기되는 모음이다.
- 이 홀소리는 혀의 위치를 근후설모음이나 후설모음에 가깝게 해서 발음하는 근후설모음이다.
- 이 홀소리는 입술을 둥글게 하지 않고 발음하는 비원순모음이다.
- 이 홀소리는 혀의 위치를 근고모음이나 고모음에 가깝게 해서 발음하는 근고모음이다.

## 예
| 언어             | 철자  | 발음     | 뜻     |
| ---------------- | ----- | -------- | ------ |
| 영어(캘리포니아) | hook  | [hɯ̽k]    | 갈고리 |
| 한국어           | 어른  | [ə̝ːɾɯ̽n]  | 어른   |
| 포르투갈어       | pegar | [pɯ̽ˈɣäɾ] | 잡다   |
| 베트남어         | từ    | [t̻ɯ̽˧˨]   | 단어   |